# Ortominasragrite
L'ortominasragrite è un minerale.